# Niederpierscheid
Niederpierscheid ist eine Ortsgemeinde im Eifelkreis Bitburg-Prüm in Rheinland-Pfalz. Sie gehört der Verbandsgemeinde Arzfeld an.

## Geographie
Niederpierscheid liegt südlich von Waxweiler an der Prüm. Zu Niederpierscheid gehören auch die Wohnplätze Hof Arelt und Niederpierscheidermühle.

## Geschichte
Niederpierscheid ist während der mittelalterlichen Rodungsphase entstanden. Erstmals erwähnt wird der Ort 1505 als Nyderpirscheid. Es gehörte zur luxemburgischen Herrschaft Neuerburg und in preußischer Zeit zunächst zur Bürgermeisterei Ringhuscheid, später zur Bürgermeisterei Waxweiler.
Statistik zur Einwohnerentwicklung
Die Entwicklung der Einwohnerzahl von Niederpierscheid, die Werte von 1871 bis 1987 beruhen auf Volkszählungen:
| Jahr | Einwohner |
| ---- | --------- |
| 1815 | 70        |
| 1835 | 126       |
| 1871 | 112       |
| 1905 | 60        |
| 1939 | 65        |

| Jahr | Einwohner |
| ---- | --------- |
| 1950 | 65        |
| 1961 | 65        |
| 1970 | 45        |
| 1987 | 46        |
| 1997 | 50        |

| Jahr | Einwohner |
| ---- | --------- |
| 2005 | 45        |
| 2011 | 41        |
| 2017 | 35        |
| 2023 | 36        |

## Politik

### Ortsbürgermeister
Das Amt ist derzeit vakant. Die Amtsgeschäfte werden wahrgenommen vom 1. Beigeordneten Jörg Stehr.
Marco Steins wurde am 4. Juli 2019 Ortsbürgermeister von Niederpierscheid.
Der Vorgänger von Steins, Matthias Schares, hatte das Amt von 1994 bis 2019 ausgeübt.

## Kultur und Sehenswürdigkeiten

### Bauwerke
- Oberlichtportal mit rautiert aufgedoppeltem Türflügel von 1774, Dorfstraße 7

Siehe auch: Liste der Kulturdenkmäler in Niederpierscheid

### Grünflächen und Naherholung
- Wanderrouten in und um Niederpierscheid[6][7]

### Regelmäßige Veranstaltungen
- Jährliches Kirmes- bzw. Kirchweihfest
- Hüttenbrennen am ersten Wochenende nach Aschermittwoch (sogenannter Scheef-Sonntag)[8][9]

## Wirtschaft und Infrastruktur
Die Gemeinde ist bis heute überwiegend landwirtschaftlich geprägt.
Niederpierscheid ist durch die Kreisstraße K 123 erschlossen.